# Binjamin Telem
Binjamin Telem (hebrejsky בנימין תלם‎, rodným jménem Benjamin Blumenthal;30. července 1928 – 16. června 2008) byl v letech 1972 až 1976 v pořadí devátý velitel Izraelského vojenského námořnictva.

## Biografie
Narodil se v Dessau ve Výmarské republice (dnešní Německo) a v roce 1933 podnikl s rodinou v důsledku vzestupu nacismu jako pětiletý aliju do britské mandátní Palestiny, kde s rodinou žil v Haifě. Zdě později studoval na námořní škole a krátce po jejím absolvování se stal členem Paljam. Později během své kariéry úspěšně absolvoval důstojnický kurz v Anglii.
V roce 1956 působil během Suezské krize jako velitel operačního oddělení námořnictva a krátce po válce byl v roce 1957 jmenován velitelem torpédoborce INS Jaffo, kterým byl celkem dva roky. Jako námořní důstojník se zúčastnil a podílel na šestidenní válce, Cherbourském projektu a opotřebovací válce. V roce 1972 byl povýšen do hodnosti admirála a stal se velitelem námořnictva.
Jeho velitelské schopnosti byly zakrátko prověřeny jomkipurskou válkou z října 1973. Navzdory názorům z vojenské zpravodajské služby Telem trval na přípravě na válku. Přestože po válce samotné nebylo ani na jedné straně jasného vítěze, nepřišlo námořnictvo během války o jedinou loď a naproti tomu potopilo řadu nepřátelských lodí (například v bitvě u Latakie a Baltimu) a utrpělo „pouze“ tři ztráty na životech.
Po odchodu z námořnictva v roce 1976 jej tehdejší ministr obrany Šimon Peres jmenoval vojenským attaché v Jihoafrické republice, kde se podílel na řadě bilaterálních zbrojních dohod. V roce 1979 opustil vládní služby a následně v letech 1980 až 1991 působil jako výkonný ředitel Israel Military Industries.
Zemřel 16. června 2008 a posmrtně byla vydána jeho autobiografie "תלם בים" (A Trail at Sea).